# ميناء السخنة
ميناء السخنة، هو أحد الموانئ المصرية التابعة للهيئة العامة للمنطقة الاقتصادية لقناة السويس, ويقع على الساحل الغربي لخليج السويس على مساحة 22.3 كيلومتر مربع وعلى مسافة 43 كم من مدينة السويس، ويستوعب الميناء حاليا أكثر من 350 ألف حاوية.

## مقومات الميناء
- إجمالي المساحة : 24,919,337.85 متر مربع[3]

- المساحة المائية : 3,400,000 متر مربع
- المساحة الأرضية : 21,519,337.85 متر مربع
- مساحة المنطقة الجمركية في حدود مليون متر مربع
- أقصى طول للميناء : 7 كيلو متر
- أكبر عرض للميناء : 5.5 كيلو متر

وفي عام 2008 استحوذت موانئ دبي على شركة تنمية ميناء السخنة، وأعلنت عن أنها ستقوم بإنشاء رصيف بطول 1300 متر وغاطس 16 مترا لاستيعاب مليوني حاوية مكافئة سنوياً، وإنشاء محطة للصب السائل بمساحة تخزينية تصل إلى 400 ألف متر مربع، بالإضافة إلى محطة للبضائع عامة يبلغ طول رصيفها 800 متر.

## الخدمات
متوقعا أن يصل حجم الاستثمارات في الميناء إلى نحو 2.2 مليار دولار خلال الأعوام الثلاثة المقبلة وذلك مع بدء تشغيل العديد من المشروعات في الميناء والتي تصل استثماراتها إلى نحو 860 مليون دولار ومن بينها مصفاة لتكرير السكر والوقود النباتي ومصنع لإنتاج الأمونيا.
- إنشاء أحواض وأرصفة جديدة طبقا للمخطط المعتمد للميناء.[4]
- استغلال الساحات الخلفية والأرصفة في الأنشطة الاستثمارية المختلفة.

## الإدارة والتشغيل
يخدم الميناء حقول النفط والغاز في منطقة العين السخنة، مشاريع للتكرير وإسالة الغاز ومشروع للبتروكيماويات ومصنع للسيراميك، l،. إضافة لميناء السخنة البحري والذي تبلغ مساحته 22.3 كيلومتر مربع والذي من المتوقع أن يستوعب مليوني حاوية مكافئة سنوياً والذي استحوذت عليه شركة موانئ دبي العالمية. ويوجد قرب الميناء مصفاة كبيرة لتكرير السكر والوقود النباتي ومصنع لإنتاج الأمونيا.